# Eleccions legislatives de Cap Verd de 2006
Les eleccions legislatives de Cap Verd de 2006 van tenir lloc a Cap Verd el 22 de gener de 2006. El resultat fou la victòria del Partit Africà per la Independència de Cap Verd, qui va obtenir 41 dels 72 escons. La participació fou del 54,18%.

## Resultats
| Partit                                         | Vots    | %     | Escons | +/– |
| ---------------------------------------------- | ------- | ----- | ------ | --- |
| Partit Africà per la Independència de Cap Verd | 88.965  | 52,28 | 41     | +1  |
| Moviment per la Democràcia                     | 74.909  | 44,02 | 29     | –1  |
| Unió Capverdiana Independent i Democràtica     | 4.495   | 2,64  | 2      | –   |
| Partit de Renovació Democràtica                | 1.097   | 0,64  | 0      | 0   |
| Partit Social Democràtic                       | 702     | 0,41  | 0      | 0   |
| Nuls/en blanc                                  | 4.690   | –     | –      | –   |
| Total                                          | 174.858 | 100   | 72     | 0   |
| Votants registrats/participació                | 322.735 | 54,18 | –      | –   |
| Font: African Elections Database               |         |       |        |     |